# 岩代站
岩代站（日语：／ Iwashiro eki */?）是位於和歌山縣日高郡南部町西岩代，西日本旅客鐵道（JR西日本）的紀勢本線（紀國線）車站。在谷山浩子的「石花菜之歌」中提及了此站。車站現時為無人車站，但該歌曲發表時為有人車站，當中歌詞提及。

## 歷史
- 1931年（昭和6年）9月21日 - 國鐵紀勢西線印南站至南部站開通，此站啟用[1]。
- 1959年（昭和34年）7月15日 - 三木里站至新鹿站之間開通，同時路線改名為紀勢本線[1]。
- 1985年（昭和60年）3月14日 - 成為無人車站。
- 1987年（昭和62年）4月1日 - 伴隨國鐵分割民營化，車站由西日本旅客鐵道（JR西日本）營運[1]。
- 2020年（令和2年）3月14日 - 車站可以使用「ICOCA」等交通系IC卡[3]。

## 車站構造
車站為地面車站，設有2面2線的相對式月台。設有轉轍器和絶對信號機，被定義為停留所。車站大樓位於紀伊田邊方向的月台側，設有跨線橋連接對面往御坊的月台。車站大樓是古老的建築物。
車站是由紀伊田邊站管理的無人車站，沒有設置自動售票機（此站曾經設置乘車站證明票發行機，截至2008年1月，已經被撤走）。車站大樓旁設有廁所。

### 月台
| 月台 | 路線   | 方向               |
| ---- | ------ | ------------------ |
| 1    | 紀國線 | 紀伊田邊、新宮方向 |
| 2    | 紀國線 | 和歌山、天王寺方向 |

- 以上的路線名是使用旅客資訊上的名稱（愛稱）。

## 使用狀況
以下列出近年1日平均乘車人次。
| 年度   | 一日平均 乘車人次 |
| ------ | ----------------- |
| 1998年 | 134               |
| 1999年 | 130               |
| 2000年 | 118               |
| 2001年 | 128               |
| 2002年 | 114               |
| 2003年 | 110               |
| 2004年 | 113               |
| 2005年 | 101               |
| 2006年 | 102               |
| 2007年 | 96                |
| 2008年 | 90                |
| 2009年 | 83                |
| 2010年 | 82                |
| 2011年 | 78                |
| 2012年 | 80                |
| 2013年 | 82                |
| 2014年 | 74                |
| 2015年 | 75                |
| 2016年 | 76                |
| 2017年 | 79                |

## 車站周邊
車站附近為梅林，在春季，一般在3月上旬會盛開梅花。
- 南部町立岩代小學
- 岩代郵局
- 紀州農協（日语：紀州農協）岩代出張所
- 德本上人（日语：徳本）名號碑
- 有間皇子結松記念碑
- 岩代王子遺跡
- 東岩代川
- 西岩代川
- 東岩代八幡神社
- 西岩代八幡神社
- 國道42號

## 巴士路線
- 南部Komi巴士　岩代路線

逢星期二、三、六運行，每日3往返班次。

## 相鄰車站
西日本旅客鐵道
 紀國線（紀勢本線）
■快速、■普通
南部－岩代－切目

## 注腳
1. 1 2 3 4  曾根悟（監修）. 朝日新聞出版分冊百科編集部（編集） , 编. . 朝日百科週刊. 25號 紀勢本線、參宮線、名松線. 朝日新聞出版. 2010-01-10: 19–21.
2. ↑  1979年11月5日。歌曲収錄在專輯『夢半球』中。
3. ↑  ２０２０年春ダイヤ改正について （页面存档备份，存于） JR西日本和歌山分社 2019年12月13日發布，2020年3月7日參閱
4. ↑  『和歌山縣統計年鑑』及『和歌山縣公共交通機關等資料集』

## 外部連結
- 岩代｜車站資訊：JR出門網 - 西日本旅客鐵道
- 谷山浩子（日语：谷山浩子） - 在『石花菜之歌』中提及了此站